# Жмуденко Ярослав Віталійович
Ярослав Віталійович Жмуденко (нар. 24 вересня 1988) — український настільний тенісист, багаторазовий переможець і призер чемпіонатів України. Майстер спорту міжнародного класу.

## Життєпис
Народився 24 вересня 1988 року в місті Умань Черкаської області. Закінчив Херсонське вище училище фізичної культури та Уманський національний університет садівництва.
Учасник Чемпіонату Європи 2008 року в Санкт-Петербурзі (Росія). У 2010 році став переможцем U21 Grand-Final у Макао.
Виступає за українську команду «Фортуна» Київ.

## Олімпійські ігри
Учасник літніх Олімпійських ігор 2012 року в Лондоні (Велика Британія). У першому ж раунді змагань поступився Омару Ассару (Єгипет).